# Lago di Suyen
Il lago di Suyen (in francese lac de Suyen) è un lago dei Pirenei francesi, situato nel dipartimento degli Alti Pirenei, nella regione dei Midi-Pirenei ed appartenente al comune di Arrens-Marsous.

## Descrizione
Il lago adi Suyen è un piccolo bacino della valle d'Azun, dalla superficie di circa due ettari, con una profondità di appena tre metri ed ha sia come immissario che come emissario il gave d'Arrens: si trova ad un'altezza di 1.536 metri e fa parte del parco nazionale dei Pirenei.
Il lago è facilmente raggiungibile dal parcheggio che serve la centrale idroelettrica di Migouélou, distante solo pochi kilometri, superando un dislivello di appena sessanta metri: ciò ne fa un luogo di scampagnate per famiglie. Nelle sue vicinanze partono diversi sentieri escursionistici che conducono al lago di Batcrabère, al lago di Rémoulis e al col de la Peyre Saint Martin.